# Myristica ampliata
Espèce
Statut de conservation UICN

 VU D2 : Vulnérable
Myristica ampliata est une espèce de plantes de la famille des Myristicaceae.

## Publication originale
- Blumea 36(1): 187. 1991.